# Urabá
Urabá (hiszp. Golfo de Urabá) – zatoka w południowej części Morza Karaibskiego, na wschód od Przesmyku Panamskiego, będąca częścią większej zatoki Darién. Wybrzeża zatoki w całości należą do Kolumbii.
Głównymi miejscowościami położonymi nad zatoką są zlokalizowane na jej wschodnim brzegu miasta Turbo oraz Necoclí. Największą rzeka uchodzącą do zatoki Urabá jest Atrato.